# Varakļāni (stacja kolejowa)
Varakļāni (ros. Варакляни) – stacja kolejowa w miejscowości Madžuļi, w gminie Viļāni, na Łotwie.
Nazwa pochodzi od pobliskiego miasta Varakļāni.